# Seehorn (Berchtesgadener Alpen)
De Seehorn  is een berg in de deelstaat Beieren, Duitsland en in de deelstaat Salzburg, Oostenrijk. De berg heeft een hoogte van 2321 meter en ligt op de grens tussen Duitsland en Oostenrijk.
De Seehorn is aan Oostenrijkse zijde onderdeel van het Steinernes Meer en aan Duitse zijde van het Hochkaltermassief, die weer deel uitmaken van de Berchtesgadener Alpen.